# Maria van Jessekerk
De Maria van Jessekerk is een neogotische rooms-katholieke parochiekerk in de stad Delft, in de Nederlandse provincie Zuid-Holland. De kerk is gebouwd in de periode 1875 - 1882 en ontworpen door Evert Margry, leerling van P.J.H. Cuypers. Oorspronkelijk was deze kerk gewijd aan Sint Jozef, maar sinds 1971 aan Maria van Jesse. De kerk maakt thans deel uit van de Sint Ursulaparochie waaronder alle katholieke parochiekerken in Delft vallen. De kerk is in de vorm van een kruis gebouwd.
De kerk was de eerste katholieke kerk die weer in het centrum van de stad gevestigd werd na de Reformatie. De Oude Jan en de Nieuwe Kerk waren voor de Reformatie katholiek, maar daarna hervormd. De twee torens van de Maria van Jessekerk verwijzen naar de twee voormalige katholieke kerken; qua model verwijzen ze naar de torens van de Oude Kerk en de Nieuwe Kerk.

## Geschiedenis
De Maria van Jessekerk staat op de plek waar in de tijd van de Reformatie de Papenhoek ontstond, een wijk waar alleen katholieken woonden. In 1572 koos het Delftse stadsbestuur voor het protestantisme en werden andere religies zoals de Rooms-Katholieke Kerk, maar ook de Lutherse en de Doopsgezinde Kerk verboden. In de praktijk werden ze echter gedoogd. De Hippolytuskerk en de Ursulakerk werden protestants en werden voortaan de Oude en de Nieuwe Kerk genoemd. De Delftse katholieken verzamelden zich in het wijkje dat werd begrensd door de Burgwal, de Oude Langedijk en de Jacob Gerritstraat. Vieringen werden gehouden in schuilkerkjes in woonhuizen. Vanaf 1677 is er sprake van een statie gewijd aan Sint Jozef en bediend door paters jezuïeten.

### Jezuïetenschuilkerk (ca.1650-1773)

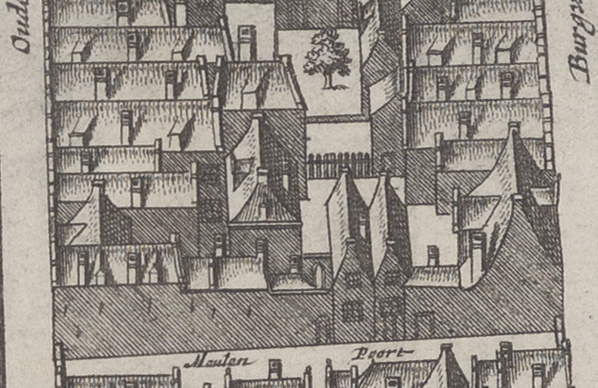
Huizenblok omstreeks 1700 waarbinnen de Jezuïetenkerk zich ontwikkelde

Vanaf het midden van de 17e eeuw ontwikkelden de Jezuïeten een schuilkerk aan de Oude Langendijk. Aanvankelijk bevond de kerk zich op de bovenverdieping van het derde huis ten oosten van Molenpoort, met een breedte van ongeveer 25 voet. In 1678 werd de kerk zonder officiële toestemming uitgebreid naar de bovenverdieping van het aangrenzende tweede huis, waardoor de totale breedte van de kerk 45 voet werd. Dit leidde tot een inspectie door de stadsautoriteiten, die aanvankelijk eisten dat de uitbreiding werd teruggedraaid. Uiteindelijk werd echter toegestaan dat de uitbreiding behouden bleef, op voorwaarde dat er een zadeldak werd gebouwd over beide panden om de constructie te stabiliseren en de veiligheid van de bezoekers te waarborgen. In 1686 werd een van de aangrenzende panden aangeduid als "kerckhuis", waar de priesters woonden. 

Maria van Jessekerk / Jezuïetenkerk op de Oude Langendijk, ca. 1730 (Abraham Rademaker)

Na de uitbreiding veranderde de oriëntatie van de kerk van noord-zuid naar west-oost, waarbij de breedte van de ruimte werd omgezet in de lengte. De kerk bleef functioneren in deze nieuwe, grotere ruimte tot 1733, toen een nieuwe kerk werd gebouwd dat niet zichtbaar was vanaf de straat - een belangrijke voorwaarde bijhet gedogen - en met een ingang aan de Molenpoort. Dit maakte de Jezuïetenkerk tot een belangrijk centrum van de katholieke gemeenschap in Delft, ondanks de restricties van de tijd.
Waarschijnlijk stond deze kerk op de plek van het westertransept van de huidige kerk, waar toen een binnenplaats was. Deze kerk werd gewijd aan Sint Jozef, zoals meerdere kerken in die tijd nadat de Paus Sint Jozef patroonheilige maakte van missiegebied Nederland. Toen de jezuïetenorde in 1773 werd opgeheven, namen de franciscanen de statie over.

### Waterstaatskerk (1834-1837)

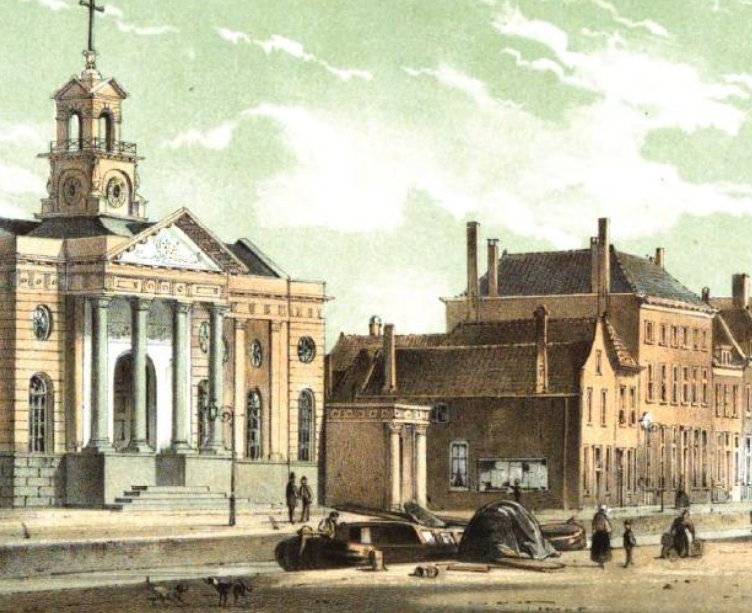
De hoek van Oude Langendijk en Molenpoort in 1858: links de toenmalige Sint-Jozefkerk.

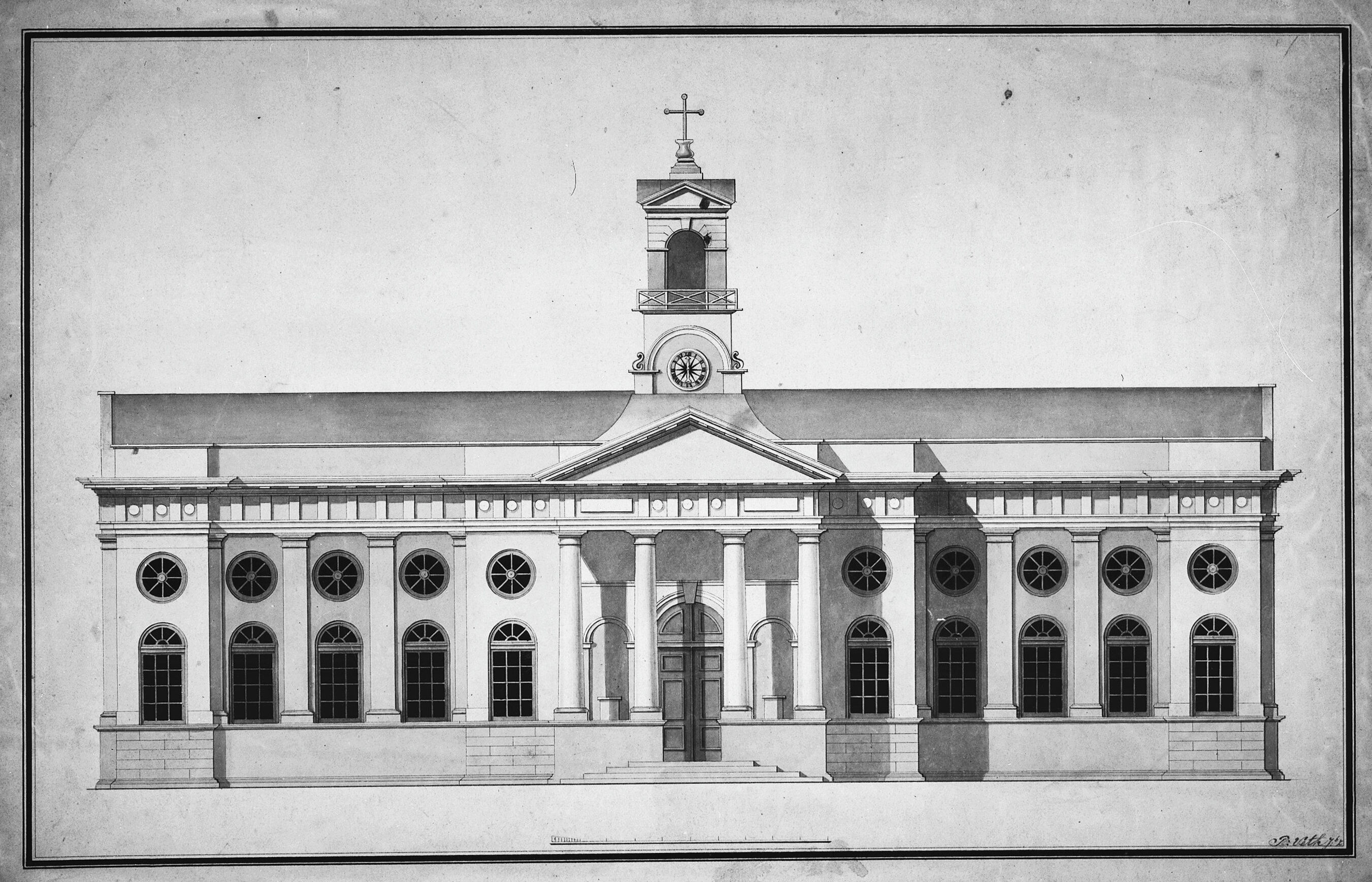
Geveltekening St.Josephskerk

Na de Franse tijd kwam er meer tolerantie en in 1837 werd er een waterstaatskerk gebouwd die wél zichtbaar was vanaf de straat, met de hoofdingang aan de Oude Langedijk. Het ontwerp kwam van de Rotterdamse stadsarchitect Pieter Adams. Het werd een neoclassicistisch gebouw. De kerk was georiënteerd op het oosten en had zodoende een lange zijde langs de Oude Langedijk. Halverwege deze zijde was het portaal waar vier zuilen een timpaan droegen. Het portaal werd bekroond met een kleine vierkante klokkentoren.

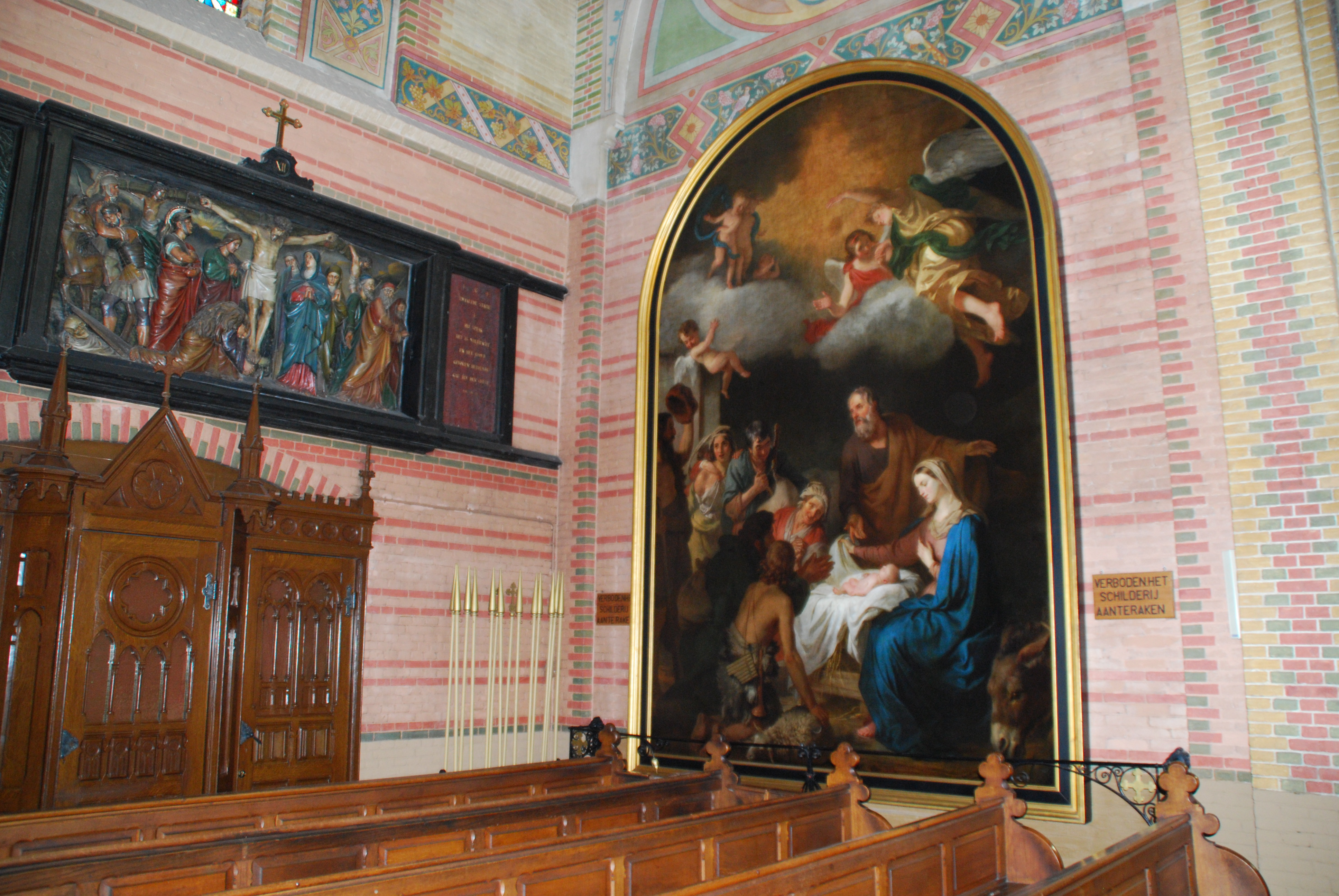
Het altaarstuk De aanbidding van de herders uit de oude waterstaatskerk hangt nu in het oostertranscept.

Voor boven het hoogaltaar schilderde Antoon Van Ysendyck een altaarstuk voorstellende de aanbidding van de herders. In 1921 is dit schilderij in de latere kerk gehangen in het oostertranscept.
 

### Neogotische kerk (1875-1882)
De emancipatie van de Nederlandse katholieken gaat door. De godsdienstvrijheid werd definitief met de grondwet van 1848. Maar tot 1875 blijft kerkenbouw een zaak van de overheid, wat overigens ook betekent dat Waterstaat meebetaalt aan de bouw. Na 1875 wordt deze regeling afgeschaft en is ieder kerkgenootschap vrij om zijn eigen kerk te bouwen. In een recordtempo en in zeer groten getale worden er katholieke kerken gebouwd, vaak in neogotische stijl, die verwees naar de bouwstijl van vóór de reformatie. Daarbij streefde men vaak naar een kerkgebouw dat groter, hoger en mooier was dan het protestante kerkgebouw. Dat plan hadden de franciscanen ook in gedachten voor Delft. Zij wilden bijna de hele Papenhoek gebruiken om de nieuwe kerk te bouwen. Dat werd tegengehouden omdat de daar naastgelegen Nieuwe Kerk dan zowel letterlijk als figuurlijk in de schaduw zou komen te staan. Wel kregen ze een stuk grond aan de Burgwal dat aansloot aan de grond van de Jozefkerk. In 1875 al werd de eerste steen gelegd van het eerste gedeelte van de kerk, namelijk het portaal (voorlopig zonder torenspitsen) aan de Burgwal met het gedeelte tot het dwarsschip. Dit gedeelte werd in 1877 ingezegend en in gebruik genomen. De oude waterstaatskerk werd afgebroken en tussen 1878 en 1880 werd de neogotische kerk voltooid, inclusief de torenspitsen. De twee torens bij het voorportaal zijn een subtiele verwijzing naar de torens van Oude en de Nieuwe Kerk. In 1882 werd uiteindelijk de volledige kerk ingewijd.

### Hernoeming tot Maria van Jessekerk
Elders in de binnenstad werd nog een neogotische kerk gebouwd: de dekenale kerk gewijd aan Sint Hippolytus, de patroon van Delft en vroeger de patroon van de Oude Kerk. Dit kerkgebouw kon qua omvang wél tippen aan de twee grote middeleeuwse kerken. En de toren zou nèt iets hoger worden dan die van de Nieuwe Kerk.
Die toren is echter nooit afgebouwd. Toen het aantal kerkgangers in de jaren zestig drastisch afnam, werd besloten de Hippolytuskerk af te breken. Een deel van de parochiegemeenschap werd in 1971 samengevoegd met die van de Jozefkerk en deze werd hernoemd tot de Maria van Jessekerk. Het andere deel van de gemeenschap heeft zich in 1972 in de Sint-Hippolytuskapel gevestigd. 
Sinds begin jaren 90 had een grootscheepse restauratie van de Maria van Jessekerk plaats, die in 2007 werd afgesloten. Het bijzonder rijke interieur is sinds het begin van de twintigste eeuw vrijwel onveranderd gebleven.

## Maria van Jesse in Delft
De naam van Maria van Jesse is niet zomaar gekozen. Maria werd al vanaf de Middeleeuwen onder deze naam vereerd en er was een grootse Mariaverering rond een mirakelbeeld van haar dat stond in een kapel van de huidige Oude Kerk. Met de Reformatie werd deze devotie verboden en het beeld raakte verloren.
Begin twintigste eeuw echter werd de jaarlijkse processie hervat en in 1939 werd een beeld verkregen dat erg leek op het oorspronkelijke beeld en van ongeveer dezelfde leeftijd was. Er werd een zijkapel aan de Jozefkerk gebouwd waar het beeld geplaatst werd en zodoende werd deze kerk het centrum van de hernieuwde devotie.
Toen in 1971 de Hippolytuskerk en Jozefkerk fuseerden, was de meest voor de hand liggende nieuwe naam die van Maria van Jesse.

## De parochie

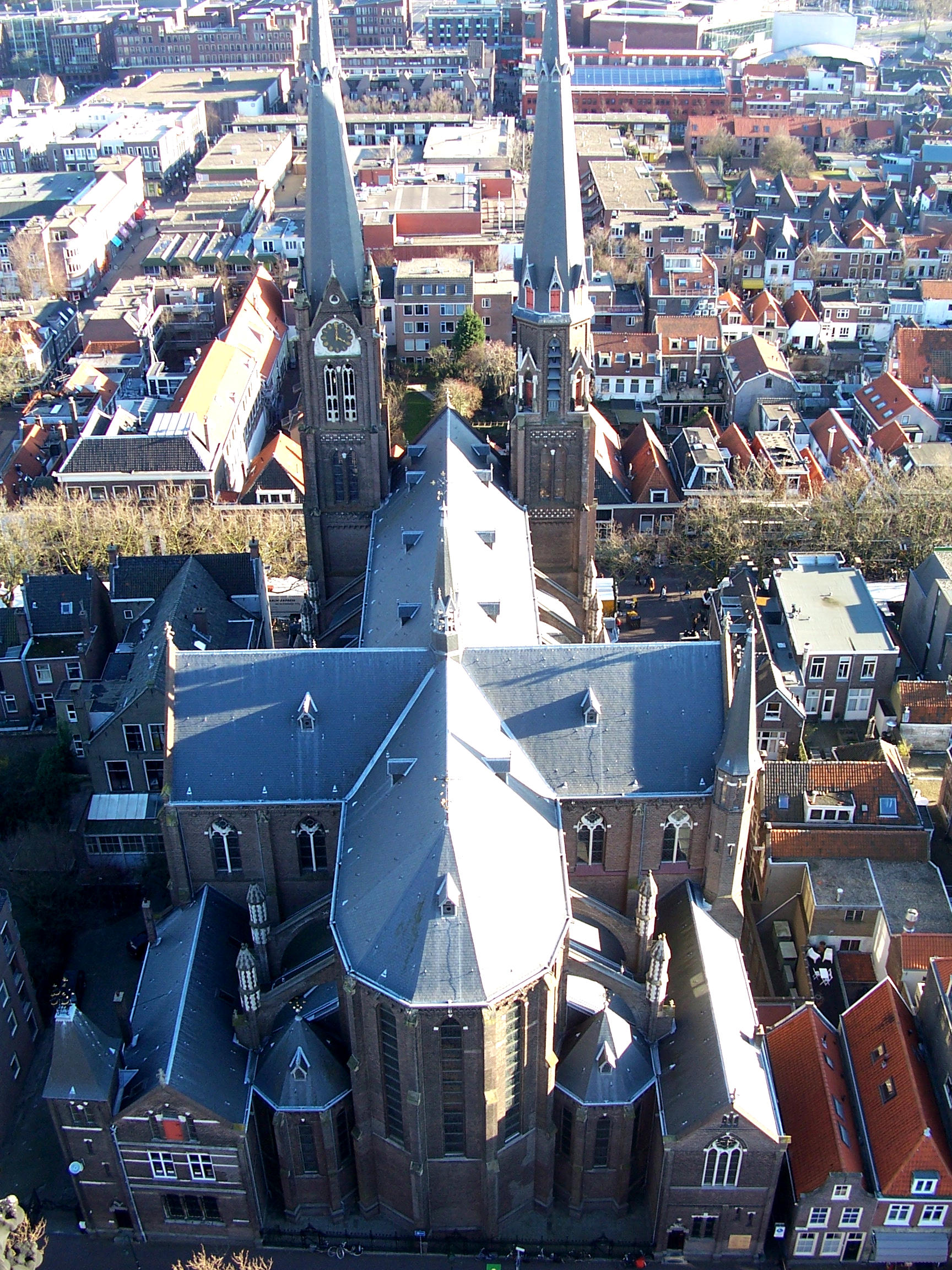
Het gebouw vanaf de Nieuwe Kerk.

Zoals hierboven al vermeld was de Maria van Jesseparochie ontstaan uit het samengaan van de Hippolyusparochie en de Jozefparochie in de jaren zeventig van de twintigste eeuw. Aan het eind van de jaren negentig fuseerde ze weer, nu met de parochies van OLV Onbevlekt Ontvangen en de Vredeskerk tot de Hippolytusparochie. Binnen dit parochieverband werden wel alle drie de kerkgebouwen behouden: Eén parochie, drie locaties. Eind 2008 vond er uiteindelijk een fusie plaats tussen alle katholieke kerken in Delft: De Hippolytusparochie ging samen met de HH. Franciscus en Claraparochie -waartoe de HH. Nicolaas en gezellenkerk en de Pastoor van Arskerk hoorden- en de Sint Adelbertparochie tot de Sint Ursulaparochie. Tegelijk werd besloten om twee van de zes kerkgebouwen af te stoten, te weten de OLV Onbevlekt Ontvangen en de Pastoor van Arskerk. Eind november 2008, de laatste zondag voor de eerste advent, werden deze twee kerken aan de eredienst onttrokken.